# Kulturbund

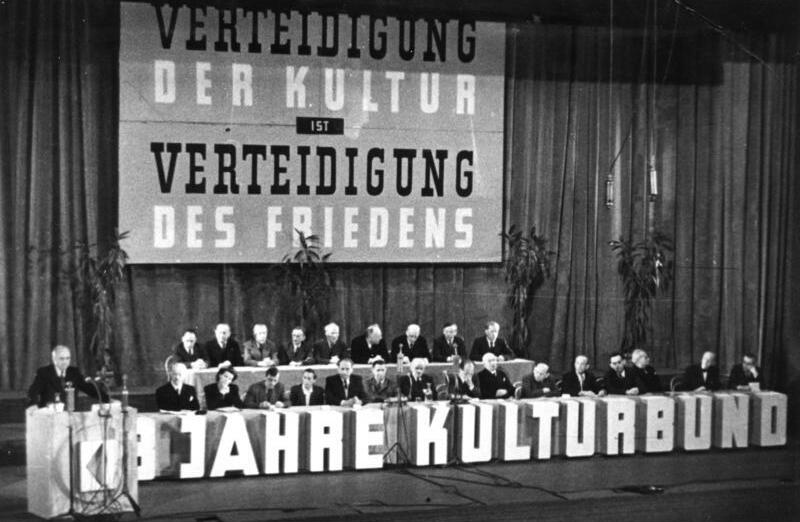
Bijeenkomst van de Kulturbund

De Kulturbund (Cultuurbond) was een van de massaorganisaties in de voormalige DDR. De Kulturbund werd in 1945 in opdracht van de militaire administratie van de Sovjet-bezettingszone in Duitsland opgericht. Doel van de Kulturbund was het propageren van een anti-fascistische en democratische cultuur in Duitsland. Vanaf de jaren vijftig werd de KB steeds meer een instrument van de communistische SED. Rond 1985 telde de KB ongeveer 265.000 leden. Organisatorisch gezien was de Kulturbund in diverse afdelingen (Arbeitsgruppen) ingedeeld, zoals de Vereniging voor de Fotografie, de Vereniging van de Vaderlandse Geschiedenis enz.
De Kulturbund maakte deel uit van het Nationaal Front en had een fractie van (1971-1986) 22 leden in de Volkskammer.
| Jaar | fractieleden | naar partij                  |
| ---- | ------------ | ---------------------------- |
| 1950 | 24           | -                            |
| 1958 | 18           | -                            |
| 1958 | 18           | -                            |
| 1962 | 22           | 18 SED, 1 NDPD, 3 partijloos |
| 1967 | 22           | 18 SED, 1 NDPD, 3 partijloos |
| 1972 | 22           | 18 SED, 1 NDPD, 3 partijloos |
| 1976 | 22           | 18 SED, 1 NDPD, 3 partijloos |
| 1981 | 22           | 18 SED, 1 NDPD, 3 partijloos |
| 1986 | 21           | 17 SED, 1 NDPD, 3 partijloos |

Voorzitters van de Kulturbund
- Johannes Robert Becker (1945-1958)
- Max Burghardt (1958-1977)
- Hans Pischner (1977-1989)